# Transformacijsko vodenje
Transformacijsko vodenje je tip vodenja, ki združuje vodjo in zaposlene s skupno vizijo, ki jo vodja vzdržuje s svojo karizmo. Moč transformacijskih vodij prihaja iz njihove sposobnosti stimulacije in inspiracije drugih, da izvrstno opravijo delo (Burns, 2010)  . Transformacijsko vodenje skozi različne mehanizme povečuje motivacijo, moralo in nastop podrejenih. Te mehanizmi vključujejo povezovanje smisla identitete in selfa s projektom ter kolektivno identiteto organizacije. Gre za stil vodenja pri katerem vodja predstavlja vzornika, ki navdihuje, navdušuje in spodbuja k prevzemanju večje odgovornosti za delo. Naloga vodje je poznavanje in razumevanje močnih in šibkih strani udeležencev za možnost optimalne določitve nalog, ki povečujejo posameznikovo izvedbo.

## Zgodovina
Prvi je pojem transformacijsko vodenje v svoji opisni raziskavi predstavil James M. Burns (1978)   na primeru političnih voditeljev, danes pa se ga uporablja tudi v organizacijski psihologiji  (Bass in Riggio, 2006).  Burns razlike med managementom  in vodenjem vidi v njunih značilnostih in vedenju, ter vzpostavi dva koncepta: »transformacijsko« vodenje in »transakcijsko« vodenje.  Po Burnsu, prvi pristop ustvari spremembo v življenju sodelujočih in organizacije, na novo ustvari zaznavo in vrednote ter spremeni pričakovanja in aspiracije. Transakcijski pristop na drugi strani (po njegovem) ne temelji na recipročnem odnosu, ampak na osebnostnih lastnostih vodje in njegovi sposobnosti ustvarjanja sprememb skozi primere, prikazovanju vizije skozi dobro artikulacijo in zastavljanju drznih ciljev. Transformacijski vodja predstavlja moralni primer delovanja v dobrobit tima, organizacije in skupnosti. Burns je sicer menil, da se stila vodenja izključujeta, vendar kasnejši avtorji opažajo, da sta komplementarna, vodje pa pogosto uporabljajo oba stila vodenja.
Njegovo delo je nadaljeval Bernard M. Bass (1985)  s pojasnjevanjem psiholoških mehanizmov, ki stojijo za transformacijskim in transakcijskim vodenjem. Namesto pojma »transforming – spreminjanje« je predstavil pojem »transformacijski« in dodal koncepte, ki pomagajo pri razlagi načinov merjenja transformacijskega vodenja ter ugotavljanju kako le ta vpliva na motivacijo in delovno učinkovitost. Transformacijsko vodenje definira na odnosih vplivanja vodje nad zaposlenimi, ki občutijo zaupanje, občudovanje, zvestobo in spoštovanje s strani vodje, ter so tako veliko bolj motivirani, da naredijo več, kot je od njih pričakovano. Vodja motivira zaposlene tako, da se bolj zavedajo pomembnosti rezultatov dela, spreobrnejo svoje interese v korist organizacije in uresničijo svoje neizpolnjene potrebe.

## Dimenzije transformacijskega vodenja
Transformacijsko vodenje lahko preučujemo, preko petih dimenzij: dveh oblik idealiziranega vpliva, navdihujoče motivacije, intelektualne stimulacije in individualne obravnave (Bass, 1985).
- Idealiziran vpliv:

opisuje v kolikšni meri so vodje zaznani kot vzorniki ter v kolikšni meri sledijo moralnim in etičnim načelom. To so osebe, ki jim uživajo ugled sodelavcev in zaupanje, da sprejemajo  dobre odločitve za organizacijo (so karizmatični vodje). Obstajata dva tipa idealiziranega vpliva: pripisan in vedenjski. Prvi se navezuje na značilnosti, ki so vodji le pripisane, drugi pa na dejanja, ki jih vodja dejansko izvrši.
- Navdihujoča motivacija:

odseva stopnjo do katere vodja prikaže vizijo tako, da je privlačna in navdihujoča za zaposlene. Timski duh opogumljajo s postavljanjem visokih standardov, optimističnim komuniciranjem o prihodnjih ciljih in osmišljanjem nalog. Tako spodbujajo doseganje ciljev, ter posledično povečanje prihodka in tržno rast organizacije.
- Intelektualna stimulacija:

se navezuje na stopnjo do katere vodja spodbuja k rešuje vanju problemov na nov način, sprejema tveganja in vpeljuje ideje sodelujočih. Tak vodja opogumlja in povečuje kreativnost zaposlenih. Tako se razvija kritično mišljenje in sposobnost reševanja problemov za izboljšanje organizacije.
- Individualna obravnava:

predstavlja stopnjo do katere vodja sledi potrebam vsakega posameznika, se obnaša do njih kot mentor in svetovalec ter posluša skrbi in potrebe zaposlenih. Tak vodja izkazuje empatijo in podporo ter ima odprt način komunikacije. Skozi individualno obravnavo vodja spodbudi sodelujoče k doseganju ciljev, ki pozitivno vplivajo tako na posameznike kot organizacijo. Značilna je predvsem dvosmerna komunikacija.

## Prednosti in slabosti transformacijskega vodenja
Transformacijski pristop k vodenju se odraža v učinkovitem vplivanju na vse ravni organizacije in hkrati zaobjame njihove potrebe in vrednote. Prav tako je tak način vodenja lahko uporabljen za delo s posameznikom ali skupino (Northouse, 2001) . Transformacijski vodja sproži entuziazem zaposlenih, vpliva na razvijanje ponosa zaposlenih, zaupanja in vzbuja spoštovanje. Zaposlene motivira k inovativnosti in ustvarjalnosti, kot učitelj, mentor in svetovalec pa namenja veliko pozornosti vsakemu posamezniku in njegovim potrebam, tako pa se tudi povečuje timski duh. (Bass, 1990) .
Učinkovito transformacijsko vodenje se po Northouse (2001) kaže v rezultatih in učinkovitosti, ki presegajo pričakovanja organizacije. Vsak zgoraj opisan element je pri vodenju zelo pomemben in prispeva določen učinek transformacijskemu procesu.
Raziskave kažejo, da transformacijsko vodenje pozitivno vpliva na zadovoljstvo pri delu in zvišuje pripadnost organizaciji (Bushara, Usman in Naveed, 2011) . Prav tako tudi zmanjša vpliv časovnega pritiska na življenjsko ravnotežje in manjšo izgorelost.   (Syrek, Apostel in Antoni, 2013) 
Slabost tega pristopa je, da se obravnava bolj kot osebnostna poteza in ne kot naučeno vedenja, pripelje pa  lahko tudi do zlorabe moči (Northouse, 2001) .

## Smernice transformacijskega vodenja
Kljub temu, da je na področju transformacijskega vodenja še veliko neraziskano, so obstoječim raziskavam skupne naslednje točke, ki nakazujejo smernice za vodje, ki bi radi vzpodbudili in motivirali svoje zaposlene (Yukl, 1998) .
- Izoblikovanje jasne in privlačne vizije
- Razlaga načina uresničevanja vizije
- Samozavestno in optimistično vedenje
- Zaupanje v zaposlene
- Zagotavljanje zgodnjega uspeha
- Proslavljanje uspeha
- Uporaba simboličnih dejanja za poudarjanje ključnih vrednot
- Vodenje z zgledom
- Usposabljanje zaposlenih za doseganje vizije

## Stres in transformacijsko vodenje
Vodje lahko pomagajo njihovim skupinam zaposlenim se spoprijemati s stresom na različne načine. V kriznih situacijah lahko transformacijske vodje uporabijo idealiziran vpliv (vodja je oboževan, spoštovan in mu zaposleni zaupajo), da ustvarijo podobo vodje, ki ne paničari. Vodja, ki je zaskrbljen, ampak miren, ki je odločen, ampak ne impulziven, so tisti, ki lahko inspirirajo zaposlene, da postanejo bolj samozavestni in da s tem facilitirajo zaupanje zaposlenih (Bass in Riggio, 2006).
Transformacijsko vodenje je prav tako ugodnejše v primeru krize kot pa transakcijsko vodenje, ki se večinoma usmerja na kratkoročne rešitve. Od transformacijskih vodij se pričakuje (in to dejansko ponudijo) zrele opcije, med katerimi izbirajo v kriznih situacijah. Transformacijski vodje v primeru krize spodbudijo zaposlene, da podajo in razvijejo kreativne rešitve za probleme in jih stimulirajo, da so bolj pripravljeni na »takojšnje reagiranje«. V kriznih situacijah lahko vodja uporabi navdihujočo motivacijo (da motivirajo in inspirirajo tiste okrog njih samih na način, da zagotavljajo izziv zaposlenim) (Bass in Riggio, 2006).
Ko so zaposleni v paniki, jih naj bi transformacijski vodja pripeljal nazaj "na realna tla". Panika je lahko reducirana z inspiracijskim vodenjem, ki zaposlenim zagotavlja varnost. Ko so skupine in organizacije pod stresom, je zaželena višja stopnja direktivnosti od vodij. V času socialnega stresa, naj bi transformacijski vodja reviziral misijo organizacije, definiral skupne cilje organizacije/skupine, restrukturiral situacije in predlagal rešitve, da se organizacija spoprime z izvorom stresa in konflikta (Downton, 1973, v Bass in Riggio, 2006).
Tako avtorja (Bass in Riggio, 2006) zaključujeta, da naj bi bil v majhnih skupinah in moštvih kot v velikih organizacijah, vojaških ali izobraževalnih ustanovah, transakcijski način vodenja vir konflikta, izgorelosti in stresa – za transformacijsko vodenje pa se pričakuje, da naj bi bil v slednjih situacijah dober, ker pomaga reševati in reducirati konflikte, izgorelost in stres. Karizmatične vodje naj bi si pridobili njihov ugled na način, da uspejo najti radikalne rešitve v krizah organizacije. Vodja z intelektualnim stimuliranjem zaposlenih slednjim pomaga, da ustvarijo boljše načine spoprijemanja s konfliktom. Transformacijski vodja lahko vzpostavi tudi socialno mrežo zaposlenih, da slednji lažje premagajo občutja stresa in izgorelosti.